# フジテレビムービー
フジテレビムービー（英: FujiTV Movies）は、フジテレビの映画製作レーベルおよびブランドの一つである。
キャッチコピーは「テレビじゃないフジテレビ。」。

## 概要
フジテレビは、放送事業者であると同時に日本最大級の映画製作集団でもある。編成局映画事業センターが映画製作とテレビでの映画放送を行っている。2003年7月に編成部門から独立して映画事業局となったが、2017年7月の組織改編で再び編成局に統合。2024年7月の組織改編では、編成総局ドラマ・映画制作センターに再編された。
フジテレビが制作した『子猫物語』（日本1986年公開、北米1989年公開）は、全米の累計興行収入が約1,329万ドルを記録し、『ゴジラ-1.0』（日本2023年11月3日公開、北米2023年12月1日）の約1,436万ドルに抜かれるまで、34年間にわたり邦画実写作品の全米興収記録第一位の座にあった。
『踊る大捜査線』をはじめとして高い興行収入が見込める作品は、通常の番組への映画キャストの出演や関連特集番組の放送など、通常の番組を徹底して映画の宣伝に利用し、ドラマの視聴者を映画館に誘導して高い興行収入に結びつけるビジネスモデルを開拓。2000年代に多くのテレビ局映画を産む契機ともなった。
アニメ映画では、株式会社GDH（アニメーション制作会社であるGONZOの持株会社）の株を第三者割当により10%取得して資本関係を結び、アニメ映画の共同製作（第一作は宮部みゆき原作、2006年夏公開の『ブレイブ・ストーリー』）を公開した。また、『攻殻機動隊』シリーズで知られるアニメーションおよびCG制作スタジオProduction I.Gと共同で、有限責任事業組合フジ・IG・ラボ・フォー・ムービーズ（現・株式会社FILM）を設立。同組合専用のデジタルスタジオ「FIX STUDIO」を立ち上げ、同スタジオと米国の音楽制作プロダクションスカイウォーカー・サウンドのスタジオ間に専用の大容量ネットワーク回線「スカイ・リンク」を敷設し、日米で同時並行作業が可能な体制を整えた。
また、フジテレビは2012年9月5日にイルミネーションとの国際的戦略提携の締結の一環として『踊る大捜査線 THE FINAL 新たなる希望』以降の一部のフジテレビ製作作品より映画冒頭にミニオンが登場する当レーベルのオープニング映像が挿入されている。
なお、2008年4月よりフジテレビ製作の映画はWOWOWが先行放映している。

## 製作作品
以下の作品は製作委員会への製作参加を含めて記述するものとする。製作映画の一覧についてはCategory:フジテレビ製作の映画も参照のこと。
☆印は2025年4月現在、レギュラー放送中のテレビ番組を指す。

### シリーズ別
- 東映アニメーション制作作品
  - Dr.SLUMP Dr.マシリト アバレちゃん
  - 劇場版 金色のガッシュベル!!
  - ゲゲゲの鬼太郎シリーズ作品（アニメシリーズは第7作『大海獣』から第10作『日本爆裂!!』まで宣伝協力、実写映画2作は製作参加にそれぞれ関与）☆
  - ドラゴンボールシリーズ作品（『最強への道』までは宣伝協力、『神と神』以降参加）
  - ONE PIECE / ONE PIECE FILM☆
- イルミネーション単独制作作品 / 任天堂共同制作作品
以下の作品において当局とイルミネーションとの国際的戦略提携により共同で制作参加[5][4]。
地上波初放送こそフジテレビ系列ではあるが、FNSメインであってもクロスネット局であるテレビ宮崎に編成される事がなかった作品に限って同局で同時ネットされている日本テレビ系列で全国ネットされている映画番組である『金曜ロードショー』にも民放他局が関与した作品でありながら例外的に垣根を越える形で供給されることで同局初放送・FNS全局放送を実現している。
  - 怪盗グルーのミニオン危機一発
  - ミニオンズ
  - ペット
  - SING/シング
  - 怪盗グルーのミニオン大脱走
  - グリンチ
  - ペット2
  - SING/シング: ネクストステージ
  - ミニオンズ フィーバー
  - ザ・スーパーマリオブラザーズ・ムービー[6]
  - 怪盗グルーのミニオン超変身
- その他のアニメ・ドラマ
  - タッチ
  - ちびまる子ちゃん☆
  - にゃんこ THE MOVIE
  - コンフィデンスマンJP
  - 土竜の唄
  - 踊る大捜査線 / THE ODORU LEGEND CONTINUES（真下正義・室井慎次シリーズ）
  - 海猿
  - 暗殺教室
  - テルマエ・ロマエ
  - のだめカンタービレ 最終楽章 前編・後編
  - こちら葛飾区亀有公園前派出所シリーズ作品
  - HEROシリーズ
  - ガリレオシリーズ
  - 東京リベンジャーズシリーズ
  - 翔んで埼玉シリーズ
  - 三谷幸喜参加作品
    - 世にも奇妙な物語 映画の特別編
    - 笑の大学
    - ラヂオの時間
    - みんなのいえ
    - THE 有頂天ホテル
    - ザ・マジックアワー
    - ステキな金縛り
    - 清須会議
    - ギャラクシー街道
    - 記憶にございません!
    - スオミの話をしよう

  - アルタミラピクチャーズ製作作品（一部の作品のみ）
    - がんばっていきまっしょい
    - WATER BOYS
    - スウィングガールズ
    - ハッピーフライト
    - 終の信託
    - ダンシング・チャップリン
    - ロボジー
    - 舞妓はレディ
    - サバイバルファミリー

### 年代別
1969年
- 御用金
- 人斬り

1971年
- 暁の挑戦

1977年
- 人間の証明

1982年
- 1000年女王 - サンケイ新聞・フジテレビ・東映を主体とした製作委員会方式

1983年
- 南極物語

フジサンケイグループの総力を挙げた宣伝とメディアミックスが行われた。フジテレビの番組に俳優や犬が次々と出演、バラエティ番組で連日取り上げるなど、フジテレビとニッポン放送で大々的なキャンペーンが行われ、公共の電波の私物化であるとの批判も起こった。
1984年
- チ・ン・ピ・ラ

1985年
- CHECKERS IN TAN TAN たぬき
- ビルマの竪琴

1986年
- おニャン子ザ・ムービー 危機イッパツ!
- 子猫物語
- そろばんずく
- 時計 Adieu l'Hiver
- 熱海殺人事件

1987年
- 私をスキーに連れてって
- スケバン刑事
- いとしのエリー
- 微熱少年
- ハワイアン・ドリーム
- 竹取物語

1988年
- スケバン刑事 風間三姉妹の逆襲
- 木村家の人びと
- 優駿 ORACION
- 孔雀王
- ふ・し・ぎ・なBABY
- …これから物語 〜少年たちのブルース〜

1989年
- ジュリエット・ゲーム
- 彼女が水着にきがえたら

1990年
- 病院へ行こう
- タスマニア物語

1991年
- ケルベロス-地獄の番犬
- 就職戦線異状なし
- 江戸城大乱
- 波の数だけ抱きしめて

1992年
- 女殺油地獄
- きらきらひかる
- パ★テ★オ PART3

テレビ放送とVHSビデオが公開直前の同時期に展開されたPART1とPART2はスペシャルドラマ形式のクロスメディア作品。
- 七人のおたく
- 病は気から 病院へ行こう2

1993年
- 水の旅人 侍KIDS
- 眠らない街〜新宿鮫〜
- 帰って来た木枯し紋次郎

1994年
- ラストソング
- とられてたまるか!?
- undo
- ヒーローインタビュー
- NIGHT HEAD 劇場版

1995年
- 白鳥麗子でございます!
- 花より男子
- Love Letter
- 打ち上げ花火、下から見るか? 横から見るか?
- バースデイプレゼント
- 鬼平犯科帳 劇場版

1996年
- 美味しんぼ
- 7月7日、晴れ
- PiCNiC
- アタシはジュース
- ありがとう
- That's カンニング! 史上最大の作戦?
- 友子の場合
- スワロウテイル
- 八つ墓村

1997年
- 瀬戸内ムーンライト・セレナーデ
- ときめきメモリアル
- デボラがライバル
- CAT'S EYE
- シャ乱Qの演歌の花道
- パラサイト・イヴ
- 東京日和

1998年
- お墓がない!
- ジューンブライド 6月19日の花嫁
- ズッコケ三人組 怪盗X物語
- ベル・エポック
- イノセントワールド

1999年
- メッセンジャー
- 英二
- 梟の城 owl's castle
- GTO

2000年
- スペーストラベラーズ
- ジュブナイル
- ホワイトアウト

2001年
- 東京★ざんすっ
- 大河の一滴
- プラトニック・セックス
- 冷静と情熱のあいだ

2002年
- 助太刀屋助六
- リターナー
- ソウル
- ナースのお仕事 ザ・ムービー

2003年
- T.R.Y.
- 13階段
- 卒業
- g@me.

2004年
- 解夏-げげ-
- NIN×NIN 忍者ハットリくん THE MOVIE
- ホテル ビーナス

2005年
- レイクサイド マーダーケース
- 1リットルの涙
- ローレライ
- 電車男
- 星になった少年
- 春の雪

2006年
- 県庁の星
- ブレイブ・ストーリー
- バックダンサーズ!
- チェケラッチョ!!
- UDON
- シュガー&スパイス 風味絶佳
- 大奥

2007年
- それでもボクはやってない
- バブルへGO!! タイムマシンはドラム式
- アンフェア the movie
- 眉山-びざん-
- 西遊記
- スマイル 聖夜の奇跡

2008年
- 銀色のシーズン
- 少林少女
- 山のあなた〜徳市の恋〜
- ガチ☆ボーイ
- ホームレス中学生
- 赤い糸

2009年
- 華鬼
- 誰も守ってくれない
- ヘブンズ・ドア
- ホノカアボーイ
- BABY BABY BABY! -ベイビィ ベイビィ ベイビィ-
- アイ・カム・ウィズ・ザ・レイン
- 劒岳 点の記
- アマルフィ 女神の報酬
- ホッタラケの島 〜遥と魔法の鏡〜
- TAJOMARU
- ヴィヨンの妻 〜桜桃とタンポポ〜
- サイドウェイズ
- SOUL RED 松田優作
- 曲がれ!スプーン
- 東のエデン 劇場版I The King of Eden

2010年
- 矢島美容室 THE MOVIE 〜夢をつかまネバダ〜
- 座頭市 THE LAST
- サヨナライツカ
- シュアリー・サムデイ
- 東のエデン 劇場版II Paradise Lost
- LIAR GAME ザ・ファイナルステージ
- クロサワ映画
- SP THE MOTION PICTURE
- ノルウェイの森

2011年
- 豆富小僧
- 僕と妻の1778の物語
- プリンセス・トヨトミ
- アンダルシア 女神の報復
- ロック 〜わんこの島〜
- 私たちの時代
- アンフェア the answer
- UN-GO episode:0 因果論
- クロサワ映画2011〜笑いにできない恋がある〜

2012年
- ウタヒメ 彼女たちのスモーク・オン・ザ・ウォーター
- LIAR GAME -再生-
- 任侠ヘルパー

2013年
- ストロベリーナイト
- 遺体 明日への十日間
- 桜、ふたたびの加奈子
- 中学生円山
- 映画 謎解きはディナーのあとで
- 劇場版 あの日見た花の名前を僕達はまだ知らない。
- そして父になる
- カノジョは嘘を愛しすぎてる

2014年
- ジャッジ!
- チーム・バチスタFINAL ケルベロスの肖像
- 春を背負って
- 幕末高校生
- バンクーバーの朝日

2015年
- PSYCHO-PASS サイコパス
- テラスハウス クロージング・ドア
- 幕が上がる
  - 幕が上がる、その前に。彼女たちのひと夏の挑戦
- エイプリルフールズ
- 脳内ポイズンベリー
- 海街diary
- アンフェア the end
- 心が叫びたがってるんだ。

2016年
- 信長協奏曲
- 高台家の人々
- 海よりもまだ深く
- 四月は君の嘘
- グッドモーニングショー

2017年
- ひるなかの流星
- 帝一の國
- 夜は短し歩けよ乙女
- 夜明け告げるルーのうた
- 昼顔
- 心が叫びたがってるんだ。
- 三度目の殺人
- ミックス。

2018年
- 今夜、ロマンス劇場で
- いぬやしき
- 万引き家族
- 劇場版コード・ブルー -ドクターヘリ緊急救命-
- ペンギン・ハイウェイ
- 累-かさね-
- 人魚の眠る家

2019年
- マスカレード・ホテル
- バースデー・ワンダーランド
- きみと、波にのれたら
- 甲鉄城のカバネリ～海門決戦～
- 空の青さを知る人よ
- 冴えない彼女の育てかた Fine
- 真実
- マチネの終わりに
- 地獄少女
- 午前0時、キスしに来てよ

2020年
- ヲタクに恋は難しい
- 一度死んでみた
- 泣きたい私は猫をかぶる
- 弱虫ペダル
- ムヒカ
- とんかつDJアゲ太郎
- 約束のネバーランド

2021年
- 劇場版ポルノグラファー〜プレイバック〜
- 劇場版 シグナル長期未解決事件捜査班
- 地獄の花園
- キャラクター
- マスカレード・ナイト
- 劇場版ルパンの娘
- フラ・フラダンス

2022年
- ぼけますから、よろしくお願いします。〜おかえりお母さん〜
- 劇場版ラジエーションハウス
- バスカヴィル家の犬 シャーロック劇場版
- ベイビー・ブローカー
- Dr.コトー診療所

2023年
- 映画 イチケイのカラス
- 湯道
- らくだい魔女 フウカと闇の魔女
- 怪物
- ミステリと言う勿れ

2024年
- サイレントラブ
- 逃走中 THE MOVIE:TOKYO MISSION
- 赤羽骨子のボディガード
- トラペジウム
- ふれる。

2025年
- アンダーニンジャ
- ベルサイユのばら
- 知らないカノジョ
- Love Letter 30周年記念4Kリマスター版
- パリピ孔明 THE MOVIE
- かくかくしかじか
- 隣のステラ
- ブラック・ショーマン
- 秒速5センチメートル
- 爆弾

### フジテレビ製作非関与かつ系列局による製作作品
フジテレビは関与していないものの、系列局あるいはその関連企業が関与、かつ外部企業が関与する作品は以下の項目を参照。

#### 関西テレビ放送
- うさぎドロップ - 同局のほか、東海テレビ、テレビ西日本も製作委員会に参加
- モヒカン故郷に帰る - 同局のほか、テレビ新広島も製作委員会に参加

他多数